# Stafford County, Kansas
Stafford County är ett administrativt område i delstaten Kansas, USA, med 4 437 invånare. Den administrativa huvudorten (county seat) är St. John. 

## Geografi
Enligt United States Census Bureau har countyt en total area på 2 058 km². 2 051 km² av den arean är land och 7 km² är vatten.  

### Angränsande countyn
- Barton County - norr
- Rice County - nordost
- Reno County - öst
- Pratt County - söder
- Edwards County - väst
- Pawnee County - väst

### Orter
- Hudson
- Macksville
- Radium
- Seward
- Stafford
- St. John (huvudort)